# Mirohoszcza Druga
Mirohoszcza Druga (ukr. Мирогоща Друга, Myrohoszcza Druha) – wieś na Ukrainie, w obwodzie rówieńskim, w rejonie dubieńskim, w hromadzie Mirohoszcza. Liczy tysiąc mieszkańców.